# Darkside (singel Crazy Town)
Darkside – singel Crazy Town wydany w 2001 roku. Utwór został nagrany wraz z zespołem Orgy. Singel promował debiutancki album The Gift of Game. Był drugim promującym to wydawnictwo.

## Spis utworów
1. "Darkside" (3:52)
2. "Darkside" (EXPLICIT ALBUM VERSION)
3. "Only When I'm Drunk" (Demo version)
4. "Revolving Door" (Album version)